# Vágyak/Valóság
A Vágyak/Valóság (eredeti cím: Sex/Life) 2021 és 2023 amerikai erotikus drámasorozat, amelyet Stacy Rukeyser alkotott, BB Easton 44 fejezet 4 férfiról című regénye alapján. A főbb szerepekben Sarah Shahi, Mike Vogel, Adam Demos, Margaret Odette, Cleo Anthony és Darius Homayoun látható.
Az első évadot Amerikában és Magyarországon 2021. június 25-én mutatta be a Netflix. A második évad 2023. március 2-án jelent meg a Netflixen.
2023 áprilisában két évad után törölték a sorozatot.

## Ismertető
Egy kétgyermekes külvárosi anya fantáziával teli utazást tesz az emlékek útján, ami ütközőpályára állítja a házas jelenét a vadgyermekes múltjával.

## Szereplők

### Főszereplők
| Szereplők       | Színész         | Magyar hang        | Leírás |
| --------------- | --------------- | ------------------ | --- |
| Billie Connelly | Sarah Shahi     | Martinovics Dorina | A Columbia Egyetem egykori pszichológia PhD-jelöltje, kétgyermekes anya és háziasszony egy jómódú connecticuti külvárosi közösségben, aki súlyos kapuzárási pánikban szenved, és visszavágyik a gyors életbe, amelyet volt barátjával, Braddel élt. |
| Cooper Connelly | Mike Vogel      | Szatory Dávid      | Billie szigorú férje, aki befektetési bankár. Ő egy "jófiú" típusú karakter; támogatja, bármi történjék is. |
| Brad Simon      | Adam Demos      | Welker Gábor       | Billie volt barátja, aki újra az életében van, és megpróbálja visszahódítani annak ellenére, hogy Billie házas és gyerekei vannak. A férfi híres zenei producer és az általa alapított lemezkiadó vezérigazgatója.                                  |
| Sasha Snow      | Margaret Odette | Szilágyi Csenge    | Billie legjobb barátnője, pszichológia professzor, és szingli életet él. Megpróbálja meggyőzni Billie-t, hogy a boldogsághoz csak egy "jó feleség életére" van szüksége.                                                                            |
| Kam             | Cleo Anthony    | Jászberényi Gábor  | Orvos és a First Do No Harm nevű globális orvosi jótékonysági szervezet vezetője. Sashával 17 évvel ezelőtt eljegyezték egymást. |
| Majid           | Darius Homayoun | Orosz Ákos         | Billie új szerelme és vendéglős. |

### Mellékszereplők
| Szereplők | Színész           | Magyar hang     | Leírás                                                                                       |
| --------- | ----------------- | --------------- | -------------------------------------------------------------------------------------------- |
| Devon     | Jonathan Sadowski | Dévai Balázs    | Cooper kollégája és barátja, aki szvinger.                                                   |
| Caroline  | Meghan Heffern    | Hay Anna        | Egy "álboldog" anya a külvárosból.                                                           |
| Trina     | Amber Goldfarb    | Dobó Enikő      | Devon felesége (szintén szvinger), de elégedetlen a házaséletével.                           |
| Emily     | Hannah Galway     | Mikecz Estilla  | Cooper barátnője a Billie-vel kötött házassága előtt.                                        |
| Francesca | Li Jun Li         | Trokán Nóra     | Cooper főnöke. Érzelmeket táplál Cooper iránt, és sikeres üzletasszony, aki tudja, mit akar. |
| Gigi      | Wallis Day        | Ágoston Katalin | Brad új barátnője, aki terhes.                                                               |
| Spencer   | Dylan Bruce       | Kovács Lehel    | Cooper nyíltan meleg bátyja, válóperes ügyvéd.                                               |
| Mick      | Craig Bierko      | Kerekes József  | Sasha ügynöke, aki segít karrierjét a következő szintre emelni.                              |

### Magyar változat
- Magyar szöveg: Garamvölgyi Anna
- Hangmérnök: Kiss István (1. évad), Cs. Németh Bálint (2. évad).
- Vágó: Simkóné Varga Erzsébet
- Gyártásvezető: Gelencsér Adrienne
- Szinkronrendező: Majoros Eszter
- Produkciós vezető: Madar Zoltán

A szinkront a Mafilm Audio Kft. készítette.

## Évados áttekintés
| Évad | Évad | Epizódok | Eredeti sugárzás | Eredeti sugárzás | Magyar sugárzás  | Magyar sugárzás  |
| Évad | Évad | Epizódok | Évadpremier      | Évadfinálé       | Évadpremier      | Évadfinálé       |
| ---- | ---- | -------- | ---------------- | ---------------- | ---------------- | ---------------- |
|      | 1    | 8        | 2021. június 25. | 2021. június 25. | 2021. június 25. | 2021. június 25. |
|      | 2    | 6        | 2023. március 2. | 2023. március 2. | 2023. március 2. | 2023. március 2. |

## Epizódok

### 1. évad (2021)
| Sor. | Év. | Cím                                                              | Rendező           | Író               | Premier          |
| ---- | --- | ---------------------------------------------------------------- | ----------------- | ----------------- | ---------------- |
| 1.   | 1.  | A feleségek Connecticutban vannak (The Wives Are in Connecticut) | Patricia Rozema   | Stacy Rukeyser    | 2021. június 25. |
| 2.   | 2.  | Éjfélkor a metróállomáson (Down in the Tube Station at Midnight) | Patricia Rozema   | Stacy Rukeyser    | 2021. június 25. |
| 3.   | 3.  | Emlékek birodalma (Empire State of Mind)                         | Jessika Borsiczky | Jordan Hawley     | 2021. június 25. |
| 4.   | 4.  | New York-i álmok (New New York)                                  | Jessika Borsiczky | Jessika Borsiczky | 2021. június 25. |
| 5.   | 5.  | A külváros hangjai (The Sound of the Suburbs)                    | Samira Radsi      | Jamie Dennig      | 2021. június 25. |
| 6.   | 6.  | A kedvenc helyünk (Somewhere Only We Know)                       | Samira Radsi      | Resheida Brady    | 2021. június 25. |
| 7.   | 7.  | Kisvárosi szombat este (Small Town Saturday Night)               | Sheree Folkson    | Kimberly Karp     | 2021. június 25. |
| 8.   | 8.  | Ez az a hely (This Must Be the Place)                            | Sheree Folkson    | Stacy Rukeyser    | 2021. június 25. |

### 2. évad (2023)
| Sor. | Év. | Cím                                            | Rendező           | Író                             | Premier          |
| ---- | --- | ---------------------------------------------- | ----------------- | ------------------------------- | ---------------- |
| 9.   | 1.  | Isten hozott New Yorkban (Welcome to New York) | Jessika Borsiczky | Stacy Rukeyser                  | 2023. március 2. |
| 10.  | 2.  | Georgia hatása (Georgia on My Mind)            | Jessika Borsiczky | Jai Tiggett                     | 2023. március 2. |
| 11.  | 3.  | A szerelem évszakai (Seasons of Love)          | Jessika Borsiczky | Jamie Dennig                    | 2023. március 2. |
| 12.  | 4.  | Gyengeségeim (The Weakness in Me)              | Rachel Raimist    | Kimberly Karp                   | 2023. március 2. |
| 13.  | 5.  | A jövő ma kezdődik (Future Starts Today)       | Sheree Folkson    | Jordan Hawley és Maria Maggenti | 2023. március 2. |
| 14.  | 6.  | Mennyei nap (Heavenly Day)                     | Sheree Folkson    | Stacy Rukeyser                  | 2023. március 2. |

## A sorozat készítése
2019. augusztus 19-én jelentették be, hogy a Netflix berendelte a produkciót egy nyolc epizódból álló első évadra. A sorozatot Stacy Rukeyser készítette, aki J. Miles Dale mellett vezető producerként is tevékenykedett.

### Forgatás
A sorozat forgatása eredetileg 2020 tavaszán kezdődött volna, de később a koronavírus-világjárvány miatt elhalasztották. Az első évad forgatása 2020. augusztus 31-én kezdődött és 2020. december 9-én ért véget a Mississaugában. A második évad forgatása 2022. február 7-én kezdődött és 2022. május 6-án ért véget Torontoban.